# Leptogenys crustosa
Leptogenys crustosa är en myrart som beskrevs av Santschi 1914. Leptogenys crustosa ingår i släktet Leptogenys och familjen myror. Inga underarter finns listade i Catalogue of Life.